# Костюшко (національний парк)
Національний парк Костюшко (Kosciuszko National Park) — національний парк у штаті Новий Південний Уельс (Австралія). Парк лежить в Австралійських Альпах, а назву отримав від однойменної гори, що розташована на території парку і є найвищою вершиною Австралії.

## Історія
У квітні 1944 року після прийняття Закону про державний парк Костюшко було засновано державний парк Костюшко. Потім у 1967 році він став Національним парком Костюшко.
З 1977 року значна частина території парку включена у всесвітню мережу біосферних заповідників. У 1996 році озеро Блу-Лейк, що розташоване на території парку, було включене в список водно-болотних угідь, що охороняються Рамсарською конвенцією. У 2008 році національний парк Костюшко, разом з іншими територіями Австралійських Альп, був включений в список національної спадщини Австралії.

## Фізико-географічна характеристика
Національний парк розташований на сході штату і межує з національним парком Намаджі в штаті Вікторія. Він є найбільшим національним парком Нового Південного Уельсу та Австралійських Альп. Розташована на його території гора Костюшко сягає 2228 метрів.
На території національного парку беруть свій початок найбільші річки регіону: Снові-Рівер, Муррей і Маррамбіджі. Крім того, на території парку розташовані такі озера льодовикового походження, як Блу-Лейк, Албіна і Гедлі-Тарн. Озеро Блу-Лейк є одним з чотирьох озер Австралії, що розташоване на дні кара.
Біосферний резерват займає майже всю площу національного парку: 6255,25 км² .

## Флора і фауна
На території парку розташовано шість зон дикої природи: Byadbo, Pilot, Jagungal, Bogong Peaks, Goobarragandra і Bimberi. Їх загальна площа становить близько 3000 км². Тут ростуть рідкісні види, включаючи ендеміки.
Серед рідкісних тварин, що мешкають на території парку — бураміс малий (Burramys parvus), який вважався вимерлим до 1966 року, та яскрава фальшива жаба (Pseudophryne corroboree).

## Туризм
Національний парк Костюшко є одним з найвідоміших національних парків Австралії, його відвідує близько трьох мільйонів туристів щорічно. Всі гірськолижні курорти Нового Південного Уельсу розташовані на території парку.